# Symplocos coccinea
Symplocos coccinea är en tvåhjärtbladig växtart som beskrevs av Alexander von Humboldt och Bonpl. Symplocos coccinea ingår i släktet Symplocos och familjen Symplocaceae. Inga underarter finns listade i Catalogue of Life.